# Чиарлоне, Виргиния Михайловна
Виргиния Михайловна Чиарлоне (итал. Virginia Ciarlone; 1869, Неаполь — неизвестно, неизвестно) — итальянская виртуозка игры на арфе.

## Биография
Виргиния Чиарлоне родилась в 1869 году в городе Неаполе. Вместе с сестрой Жанной рано и с большим успехом стала выступать на сцене и была приглашена солисткой в Императорскую оперу в Москве.
С 1896 года состояла солисткой в оркестре Императорской русской оперы в Санкт-Петербурге, а в 1898 году получила звание солистки Его Величества.
Ею написана масса фантазий для двух арф на мелодии из «Руслана», «Жизнь за Царя» и прочих произведений, транскрипций сочинений Баха, Бетховена, Моцарта, Шопена, Глинки, Чайковского, Рубинштейна и других знаменитых композиторов.
Виргиния Михайловна Чиарлоне является первой пропагандисткой хроматической арфы Плейеля, усовершенствованной Лионом.